# Colnago
Colnago Ernesto & C. S.r.l. nebo Colnago je italským výrobcem jízdních kol určených pro silniční závody. Společnost založil Ernesto Colnago v roce 1954 v italském Cambiagu poblíž Milána. Místo toho, aby Ernesto pokračoval v rodinné firmě, vybral si možnost pracovat v obchodě s jízdními koly. Ve třinácti letech pracoval jako učeň ve firmě Gloria Bicycles a později začal závodit na silnici. Po těžkém pádu, který způsobil ukončení jeho závodní kariéry, si otevřel vlastní obchod s koly (1954) a ještě ten samý rok sestavil své první cyklistické rámy. Jako závodní mechanik byl hodně poptávaný. V roce 1955 působil jako druhý mechanik u týmu Nivea na Giro d’Italia a nakonec byl zaměstnán jako hlavní mechanik týmu Molteni, za který jezdila belgická legenda Eddy Merckx.
Značka Colnago se stala známou díky vysoce kvalitním ocelovým silničním rámům a později také díky své kreativitě a inovaci v oblasti výroby rámů jízdních kol. Colnago bylo první značkou, která začala pro výrobu rámů používat karbonová vlákna, dnes tak stěžejní materiál pro výrobu moderních kol

## Historie

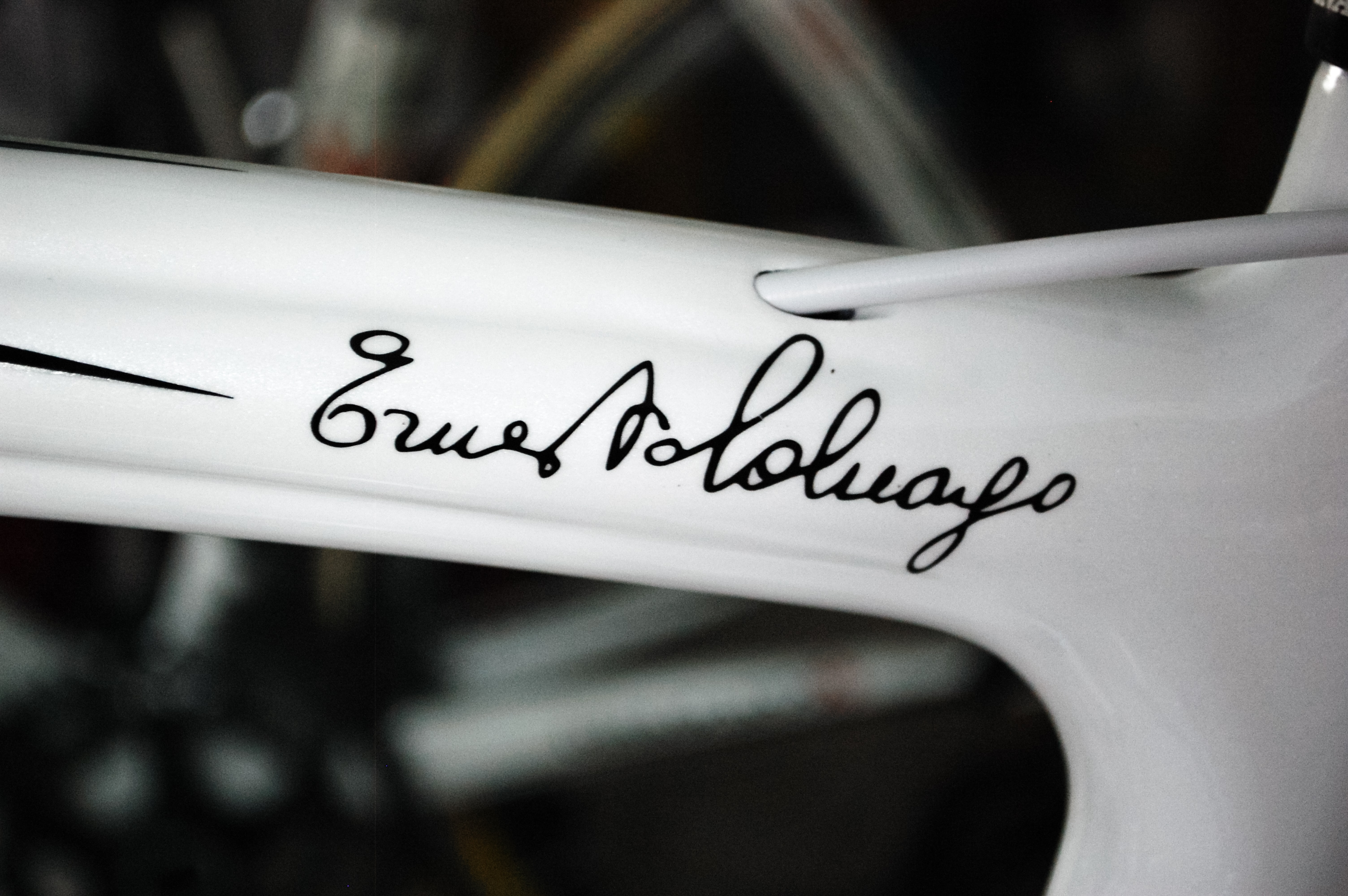
Podpis Ernesto Colnaga je na všech nových kolech Colnago, s výjimkou speciálních modelů Ferrari.

Koncem 60. let a celá 70. léta byl Ernesto Colnago obecně považován za jednoho z nejlepších stavitelů silničních rámů. V roce 1960 byl svědkem jak si Luigi Arienti dojíždí pro zlatou medaili na Olympijských hrách v Římě na kole Colnago. V roce 1963 se Ernesto Colnago přidal k týmu Molteni jako hlavní mechanik a závodníci jako Gianni Motta začali jezdit na jeho kolech. Vítězství Michele Dancelliho v roce 1970 na kole Colnago v závodě Milan-San Remo inspirovalo Ernesta ke změně jeho loga na 'Asso di Fiori' (♣)
K týmu Molteni se po rozpadu týmu Faema přidal Eddie Merckx. To co následovalo, popisuje Ernesto Colnago takto: „Merckx byl šampion s velkou budoucností a já byl nadějný stavitel kol. Byla velká čest pracovat pro takovou osobnost. Vzájemná spolupráce nás oba posunula dopředu a vyvinuli jsme speciální vidlice a kola.“ Důkazem je například vyvinutý super lehký rám, se kterým Merckx v roce 1972 prolomil světový rekord v hodinovce.
Díky vítězství v závodech rostla reputace a Colnago se ponořil do trhu výroby jízdních kol. Na počátku 70. let nastal ve Spojených státech cyklistický boom a firma Colnago začala kola produkovat ve velkém, jakoby v sázce byla budoucnost lidstva. V té době byl pro Colnago pilířem výroby model Super následován typem Mexico, který byl pojmenován na počest úspěšného pokusu o zdolání hodinovky v Mexico City. Postupně přicházely další modely jako Superissimo a Esa Mexico. Už tyto první modely Colnaga byly skvělými jízdními koly a předznamenaly tak kult budoucí výroby.

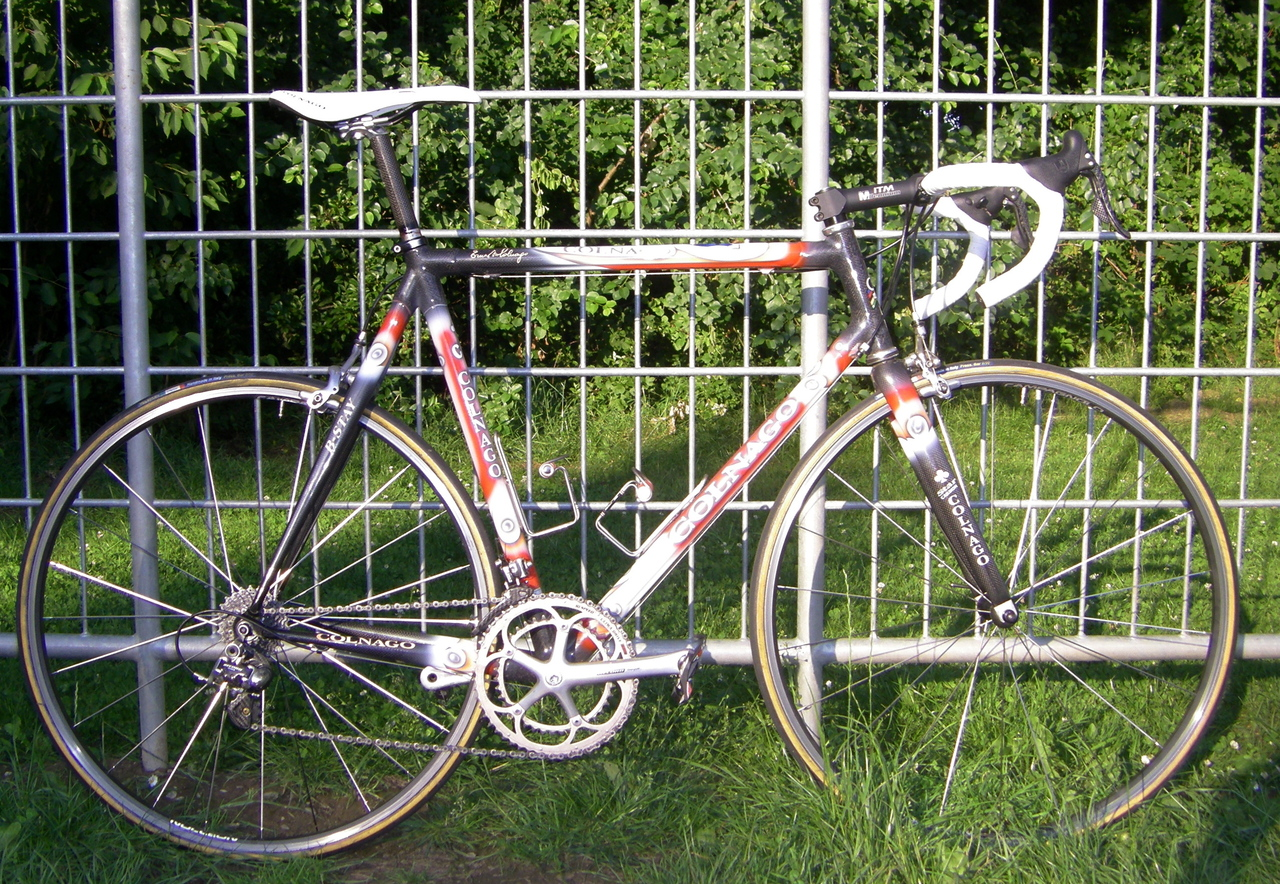
Colnago C40

V reakci na kritiku, že jeho rámy nejsou dostatečně tuhé, začal Ernesto Colnago experimentovat se změnou chování komponent rámu. V roce 1983 představil rám Oval CX s oválným profilem horní trubky, za účelem větší tuhosti. Poté experimentoval s různě zahnutými trubkami rámů, které se staly výrobními modely nejvyšší třídy. Začalo to s modelem Master, poté Master-Light, Master Olympic a Master Piu. Colnago sestavil rám z trubek Columbus, na kterém Giuseppe Saronni vyhrál mistrovství světa v silniční cyklistice v roce 1982. Poté byla vydaná limitovaná edice kol se Saronniho jménem.

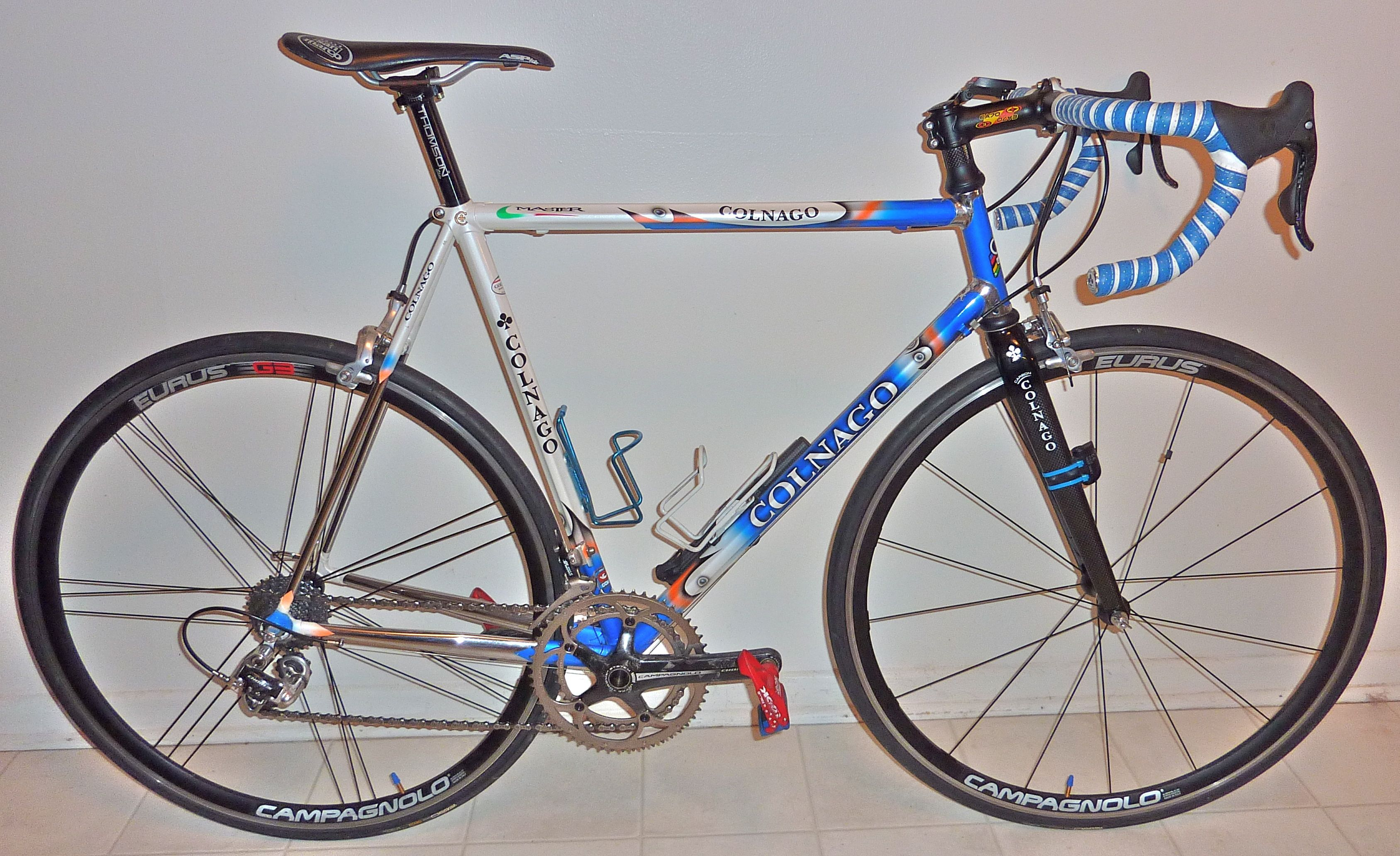
Colnago model: Master Extra Light, závodní silniční kolo s ocelovým rámem

Zatímco Colnago pokračovalo ve výrobě špičkových ocelových kol, začalo od 80. let vyrábět rámy i z dalších materiálů jako titan, hliník, karbon a jiné materiálové směsi. Z této doby pochází také unikátní rám Bititan, který má dvojitou titanovou spodní trubku. Zahnuté a předimenzované trubky rámu se objevily na modelu Tecnos, který je jedním z nejlehčích ocelových kol. Stejné zahnutí a velikost byli použity také pro hliníkový rám Dream. V roce 1981 byl vyroben prototyp CX Pista-samonosná konstrukce z karbonového vlákna s diskovými koly-který byl představen na výstavě kol v Miláně. Následně začal Colnago spolupracovat s Ferrari na vývoji technologie karbonových vláken. Ernesto také připisuje zásluhu svým inženýrům za opravdovou výzvu v oblasti návrhu vidlice, která vedla k inovativní rovné ocelové vidlici Precisa. Colnago experimentoval i s kombinací materiálů, jako například u modelů CT-1 a CT-2, jejichž hlavní trubky byly z titanu a vidlice a zadní konstrukce z karbonu. Nebo u rámu Master, kde kombinoval ocelové trubky s karbonovou vidlicí a zadní konstrukcí.
První pokusy Ernesta Colnaga o produkci karbonových rámů nebyly komerčně úspěšné, ale své získané poznatky začlenil do stěžejních rámů jako C-40 (1994) a C-50 (2004), které byly pojmenovány po 40 a 50 letech výroby Colnaga. Tyto karbonové rámy nastavily nový standard top kvality.

## Sponzorování týmů

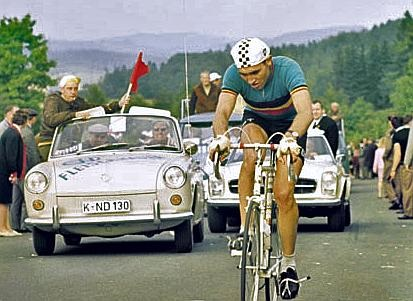
Eddy Merckx na Mistrovství světa v roce 1966.

Od roku 1974 sponzorovalo Colnago alespoň jeden profesionální tým ročně, často i více. K tomu i jiné týmy v pelotonu závodily na kolech Colnago. Na počátku 70. let závodil na kolech Colnago tým Molteni s Eddy Merckxem. Giuseppe Saronni závodil na Colnagu po celou kariéru, od roku 1977 za tým Scic, poté v týmech Gis Gelati a Colnago-Del Tongo. Colnago bylo známé také sponzorováním profesionálních cyklistických týmu Mapei či Lampre v 90. letech. V roce 2005 sponzorovalo i tým Rabobank. Dalším týmem byl americký Navigators, za které jezdil v letech 2005-2008 australský sprinter Hilton Clarke. V roce 2006 se na seznam sponzorovaných týmů Colnagem přidal tým Milram s Alessandro Petacchim a Erikem Zabelem. K tomu je Colnago spolusponzorem Landbouwkrediet-Colnago profi týmu, který závodí v soutěži UCI Europe Tour. Dále bylo dodavatelem rámů týmu Tinkoff v roce 2007. Pro rok 2012 sponzorovalo Colnago tým Colnago-CSF Bardini. Od Tour de France 2011, jezdí na rámech Colnago tým Europcar. 